# 헤이티

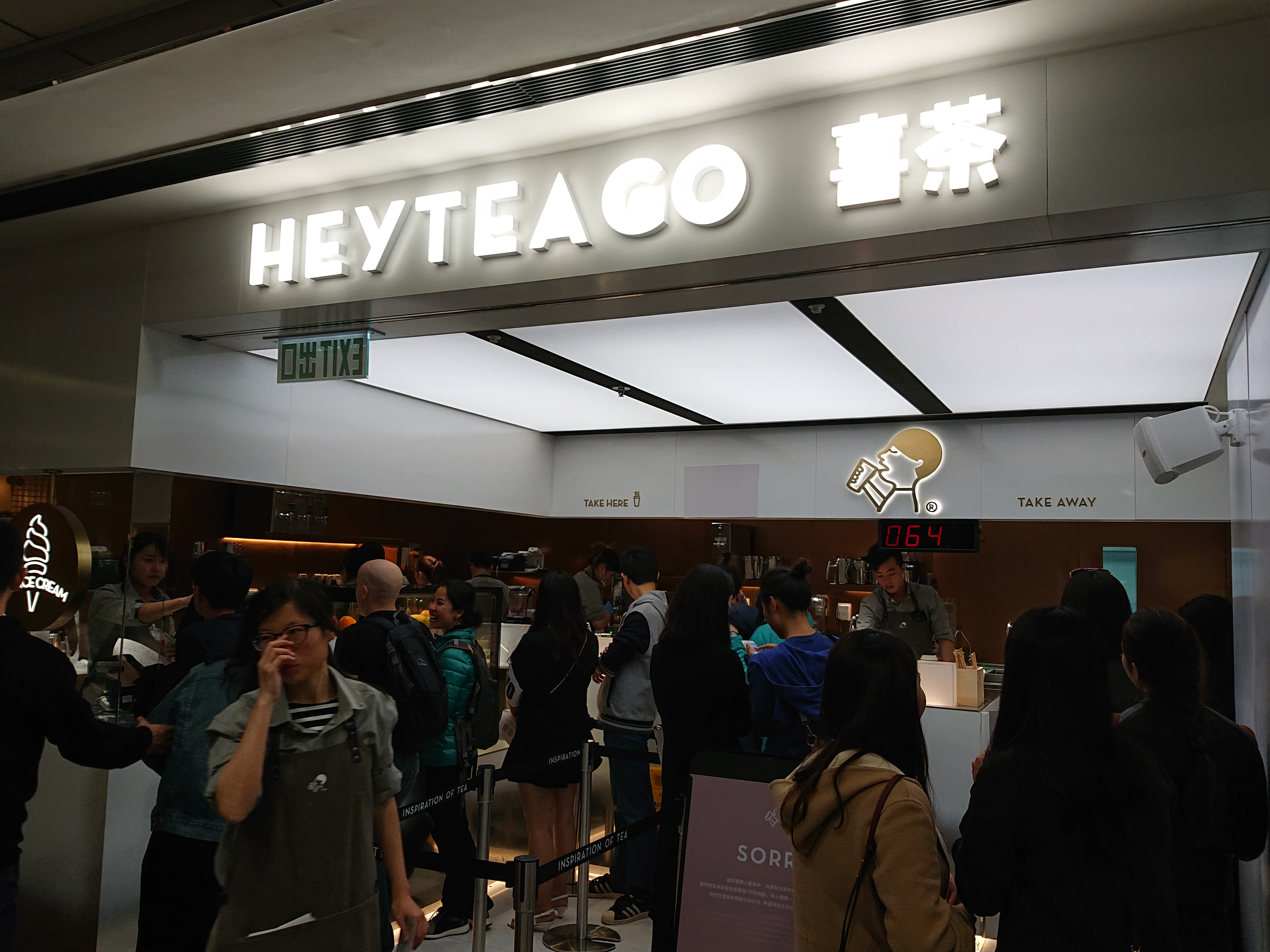
홍콩 타임스 스퀘어의 희차 매장

헤이티(중국어: 喜茶, 병음: Xǐchá, 시차, 영어: Heytea)는 중국의 차 브랜드로, 크림을 넣은 밀크티가 주력 상품이다. 2012년 첫 매장을 열었다.